# Albert Brackmann
Albert Brackmann, född 21 juni 1871, död 17 mars 1952, var en tysk historiker.
Brackmann blev professor i Berlin 1922 och var generaldirektör för de preussiska statsarkiven 1926-1936. Han var en av de främsta kännarna av medeltidens tyska historia. Kritisk mot överförandet av moderna föreställningar på den medeltida historien gjorde att Brackmann avböjde såväl Julius von Ficker stortyska som  Heinrich von Sybels. Bland hans skrifter märks Urkundliche Geschichte des Halberstädter Domkapitels im Mittelalter (1898), urkundsverket Germania pontificia (3 band, 1910-1935), Die Anfänge der Slavenmission und die Renovatio imperii des Jahres 800 (1931), Frühmittelalter, Hochmittelalter, Spätmittelalter (1931), Deutschland und Polen. Beiträge zu ihren geschichtlichen Beziehungen (1933), Die Anfänge des polnischen Staates (1934), Reichspolitik und Ostpolitik im frühen Mittelalter (1935), Der mittelalterliche Ursprung der Nationalstaaten (1936), Magdeburg als Hauptstadt des deutschen Ostens (1937), Kaiser Otto III und die staatliche Umgestaltung Polens und Ungarns (1939), Krisis und Aufbau in Osteuropa (1939), Zur Entstehung des ungarischen Staates (1940). Brackmann var medutgivare av Historische Zeitschrift 1928-1935 och av Jahreberichte für Deutsche Geschichte 1925-1940.